# Lot 65 (Île-du-Prince-Édouard)
Lot 65 est un canton dans le comté de Queens, Île-du-Prince-Édouard, Canada. Il fait partie de la Paroisse Hillsboro.

## Population
- 1 829 (recensement de 2001)[1]
- 2 051 (recensement de 2006)[1]
- 2 200 (recensement de 2011)[2]

## Communautés
Non-incorporé :
- Churchill
- Cumberland
- New Dominion